# Épître
Pour les articles homonymes, voir Épître (homonymie).

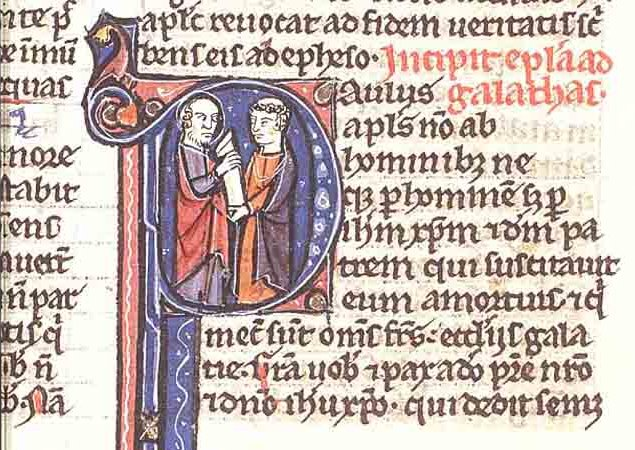
Épître aux Galates.

Une épître (ou épitre) est une lettre (au sens de correspondance). Il a pris le sens aujourd'hui d'un court traité philosophique ou religieux exposé sous forme épistolaire.
Ce sont de courts traités le plus souvent philosophiques. Ce peuvent être aussi des « conversations en l'absence » de l'interlocuteur sur des aspects sociaux ou moraux de l'existence. Au fil du temps, l’épître devient, en littérature, un discours en vers du genre académique ou didactique. Elle prend rapidement le sens d’épigramme nettement moins acerbe que la satire.
Le Nouveau Testament contient plusieurs épîtres.

## Étymologie
Le terme épître est issu du latin epistula[réf. non conforme], du grec επιστολη (epistolē). Le mot « épître » est un nom commun féminin.

## L’épître dans l’Antiquité (avant le Moyen Âge)

### Horace
Épîtres par Horace, en deux livres, datant de la fin du Ier siècle av. J.-C.. Ovide, Les Héroides, un recueil de 21 lettres chacune intitulée « Épître ».

### Ausone (310-395)
Deux livres d'épîtres par Ausone :
- le premier est un ouvrage d'érudition « bourgeoise » : éphéméride, commentaire des Vies des douze Césars de Suétone.
- le deuxième contient un ensemble de poésies nommées idylles.

Pour cet aspect, voir Epistulae Antiquae III - Actes du IIIe Colloque international « L'épistolaire antique et ses prolongements européens » (uUniversité François-Rabelais, Tours, 25-27 septembre 2002).

### Dans l’Antiquité chrétienne
Le terme d'épître désigne aussi un certain nombre de livres du Nouveau Testament. On y distingue :
- les Épîtres pauliniennes, lettres de et/ou attribuées à l'apôtre Paul aux communautés chrétiennes qu'il a fondées ou qu'il conseille ;
- les « Épîtres catholiques », au sens étymologique, c'est-à-dire universelles, car elles sont adressées non à une église particulière comme l'étaient celles du corpus paulinien, mais à tous ;
- les trois épîtres contenues dans le corpus johannique ;
- le roman pseudo-clémentin.

Par extension, le côté de l'épître est traditionnellement le côté droit de l'autel, vu par les fidèles, où se trouve placé le livre contenant l'épître à lire durant la célébration, le côté gauche étant appelé côté de l'évangile. Mais depuis la rénovation liturgique de Vatican II, toutes les lectures, ainsi que le chant du psaume, l'homélie et la prière universelle, se font au même endroit, un lutrin ou un meuble fixe, plus ou moins surélevé, appelé l'ambon.

## Littérature moderne et contemporaine
L’épître en vers a été, comme la causerie elle-même, par la variété des tons et des sujets à laquelle elle se prête, et par la familiarité enjouée qui en est la qualité la plus naturelle, très cultivée en France où elle a, pour introducteur et premier maître Clément Marot, dont les épîtres badines ont la grâce, la naïveté, le charme d’un génie qui ne fléchit que dans les genres trop élevés.
Au XVIIe siècle, on cite ensuite des épîtres de Tabourot, de Voiture, de Scarron ; L’Épître chagrine de ce dernier est un chef-d’œuvre de verve, d’esprit, dans la satire littéraire.
Le principal collaborateur dramatique de Richelieu, le poète Boisrobert, comptait surtout sur ses épîtres pour se faire un nom : « Boisrobert se retranche au retire épistolaire », dit Scarron. Mais Boileau, qui a trouvé dans l’épître le genre le plus conforme à son génie en y portant plus de noblesse que de familiarité, éclipse tous ces auteurs.
Au XVIIIe siècle, Voltaire aborde l’épître avec des qualités différentes, mais mieux proportionnées à son cadre. Il lui rend, à l’imitation de son « cher Horace, » la familiarité, le naturel, le charme et la malice inséparables de son génie. Il écrit en vers aux rois du temps, à Frédéric, à Catherine II, à Gustave III, aux gens de lettres, ses amis, ou même ses ennemis, aux grandes dames du monde littéraire et aux reines de théâtre ; il écrit aux morts, à Boileau qu’il traite assez mal :
Boileau, correct auteur de quelques bons écrits,
Zoïle de Quinault et flatteur de Louis
à Horace, le plus aimé et le plus aimable de ses maîtres.
L’épître est encore traitée avec succès par une foule de contemporains de Voltaire. On a remarqué l’Épître à Claudine de Gentil-Bernard, l’Épître sur la paresse de Bernis, l’Épître à mon habit de Sedaine, l’Épître à Voltaire de Boufflers, l’Épître à ma sœur de Gresset, puis diverses épîtres de Piron, d’Hamilton, de Saint-Lambert, de Lebrun, de Rulhière, de Delille, de Chénier, etc.
Au XIXe siècle, à part les épîtres isolées et de circonstance, de Fontanes[Lequel ?], de Delavigne, de Lamartine, etc., il faut signaler toute la série des épîtres militantes de Viennet qui en écrivit toute sa longue vie, les premières sous le Premier Empire vers 1815, les dernières sous le Second Empire vers 1858. Il obtint, grâce à certaines, comme les Mules de dom Miguel, aux Muses, etc., qui furent accueillies tour à tour comme de courageux manifestes politiques ou de malheureuses protestations littéraires des prix aux Jeux Floraux. En revanche, son Épître aux chiffonniers en faveur de la liberté de la presse lui coûta sa place dans l'armée en 1827, celles aux Chiffonniers contre les crimes de la presse, etc.
L’épître a également compté des maîtres et des chefs-d’œuvre en Angleterre. Quelques critiques mettent dans ce genre le poète anglais Pope au-dessus de Voltaire et de Boileau. Blair l’a égalé au moins à Horace, pour ses Épîtres morales ; quant à son Épître d’Héloïse à Abélard, elle est, suivant Villemain[Lequel ?], « la création la plus heureuse de l’auteur et même de la poésie moderne. » Les épîtres de Young, qui appartiennent à la satire, ont eu du succès dans son pays, mais sans garder une place importante à côté de ses autres œuvres.
Dans la littérature allemande, l’épître a tourné à l’effusion lyrique. On cite, avec ce caractère, les épîtres de Wieland, de Jacobi, de Gleim, et de plusieurs autres.
Les Italiens, pour avoir traité avec bonheur tous les petits genres, n’ont pas dédaigné l’épître ; plusieurs poètes, comme Chiabrera, Frugoni, etc., l’ont abordée, sur les traces mêmes d’Horace, mais sans atteindre par elle à une réputation qui associe leur nom à ceux des Boileau, des Pope ou des Voltaire.
Il existait également une autre sorte d’épître, l’épître dédicatoire ou dédicace.